# CRISPRi
CRISPRi (von CRISPR interference) ist eine biochemische Methode zur Hemmung einer bestimmten Transkription, die eine Genexpression des blockierten Gens hemmt (Gen-Knockdown).

## Eigenschaften
CRISPRi basiert – wie auch die CRISPR/Cas-Methode und CRISPRa – auf einem antiviralen Abwehrmechanismus in Bakterien, dem CRISPR. CRISPRi verwendet einen RNA-Proteinkomplex, der an eine DNA-Sequenz binden kann und dort die Genexpression gewünschter Geneinhibieren kann. Dabei wird die Eigenschaft von Cas9 mit einer sgRNA genutzt, an eine gewünschte DNA-Sequenz zu binden. Da Cas9 mit sgRNA natürlicherweise auch die gebundene DNA schneidet, wird eine Mutante von Cas9 namens dCas9 (von dead Cas9) verwendet, die keine DNA mehr schneiden kann, weil die Endonukleasefunktion für beide DNA-Stränge durch bestimmte Punktmutationen (D10A und H840A) deaktiviert ist. In eukaryotischen Zellen wird dCas9 mit einem Kernlokalisierungssignal verwendet, damit dCas9 in den Zellkern importiert wird. In Bakterien kann CRISPRi sowohl in Gram-negativen E. coli als auch Gram-positiven B. subtilis verwendet werden. Durch bakterielle Konjugation kann CRISPRi im Sinne eines horizontalen Gentransfers an andere Bakterien und Bakterienarten weitergegeben werden. Aufgrund der einfachen modularen Gestaltung der sgRNA eignet sich CRISPRi zum Hochdurchsatz-Screening. Durch Verwendung mehrerer sgRNA können parallel mehrere Gene gehemmt werden.
Zur Verstärkung der Hemmwirkung kann ein Fusionsprotein von dCas9 mit einem Repressor verwendet werden, z. B. mit der Proteindomäne Krüppel associated box (KRAB). Weitere Faktoren, welche die Effizienz von CRISPRi beeinflussen, sind die Bindung in der Nähe des Startpunktes der Transkription, das Design der sgRNA und zugängliche Bereiche im Chromatin. Durch eine suboptimale Bindung der sgRNA an die DNA-Zielsequenz können auch geringere Hemmungsquoten erzielt werden.
Die Notwendigkeit eines Vorhandenseins eines Protospacer Adjacent Motif (PAM) in der zu bindenden DNA begrenzt die Anzahl möglicher Zielsequenzen. Chromatinfaltungen und DNA-Modifikationen könnten die Bindung des dCas9-sgRNA-Komplexes stören. CRISPRi kann auch andere Gene in unmittelbarer Umgebung zur Zielsequenz hemmen, die beispielsweise gespleißt werden oder auf dem gegenüberliegenden DNA-Strang liegen. Ebenso kann auch ein bidirektionaler Promotor in beiden Richtungen gehemmt werden.
Eine alternative Methode zur Hemmung einer Genexpression verwendet die RNA-Interferenz. Während CRISPRi die Transkription eines bestimmten Gens hemmt, führt die RNA-Interferenz zu einem Abbau bestimmter RNA-Sequenzen.